# MOA-2007-BLG-400L b
MOA-2007-BLG-400L b — экзопланета, вращающаяся вокруг звезды MOA-2007-BLG-400L в созвездии Стрельца на расстоянии 20000 св. лет от Солнца.
MOA-2007-BLG-400L b — планета-гигант, вращающаяся вокруг красного карлика. Открыта университетской обсерваторией Маунт Джон в 2008 году, методом гравитационного микролинзирования. Имеет массу от 50 % до 130 % массы Юпитера и орбиту от 0,6 до 1,1 а. е.